# Löhner Schulbach
Der Löhner Schulbach ist ein rechter Nebenfluss der Werre im Nordosten des deutschen Bundeslandes Nordrhein-Westfalen. Das Gewässer gehört zum Flusssystem der Weser und entwässert einen kleinen Teil des Ravensberger Hügellandes.